# کوییزآپ
کوییزآپ نام گونه ای از بازی ویدئویی چند نفره ی نیازمند شبکه برای تلفن‌های همراه هوشمند می‌باشد، که به صورت تست‌های چهار گزینه ای و با بهره‌گیری از موضوعات گسترده و سر رده‌های بسیار زیاد و متفاوت، بازیکن‌های میلیونی خود را در سراسر دنیا به خود مشغول کرده است.

### فرم کلی بازی و قوانین
بازی به صورتی است که درخواست کنندهٔ چالش می‌تواند پس از انتخاب حریف، به تنهایی مسابقه دهد و حریف پس از آنلاین و قابل دسترس شدن، درصورت عدم رد کردن چالش، تست‌ها را پاسخ بدهد و پس از احتساب نتیجهٔ نهایی، نتایج متقابلاً برای هر دو طرف مسابقه قابل رؤیت خواهد بود. هر آزمون هفت تست دارد که برای هر کدام نهایاتاً ده ثانیه لحاظ می‌شود. (در هر صورت یک گزینه باید انتخاب شود. درصورت انتخاب صحیح نیز، آزمون دهنده هیچ امتیازی دریافت نمی‌کند. زیرا صفر ضربدر هر عدد برابر صفر خواهد بود. درضمن آزمون طبیعتاً نمرهٔ منفی نخواهد داشت) امتیازات نیز از همین روش محاسبه می‌شوند. جز مرحلهٔ آخر (بونوس) که بالطبع ضریب آن متفاوت خواهد بود (حداکثر ۴۰ امتیاز). بیشینه امتیاز اکتسابی ممکن از هر آزمون، ۱۶۰ اکس پی خواهد بود.

### محیط
محیط بازی یک شبکه ی اجتماعی را تداعی می‌کند. که در آن شما دارای نگارهٔ شخصی و کاغذ دیواری هستید. توانایی دنبال کردن و دنبال شدن (در صورت تأیید دنبال کننده توسط شما)، امکان پست گذاشتن حاوی تصاویر، «پسندیدن» و «نظر گذاری» و همچنین گپ زدن نیز وجود دارد. سن شما، چراغ سبز آنلاین و عنوان شما (که با پاس کردن هر پنج سطح در هر موضوع به شما اختصاص داده می‌شود) در نوار زمان شما قابل رؤیت خواهد بود.

### رتبه‌بندی
رتبه‌بندی‌ها با توجه به کشور بازی کننده‌ها، دوستان شما و دوره تناوب ماهانه مشخص می‌شود و به نفرات اول تا سوم و همچنین ده نفر اول هر تاپیک، نشان افتخار تعلق می‌گیرد.

### موضوعات
در کوییز آپ، موضوعات بسیاری وجود دارد که بازی باز می‌تواند از بین آن‌ها یکی را برای چالش دیگری برگزیند. از جمله موضوعات می‌توان به پزشکی، فلسفه، اطلاعات عمومی، علوم، تکنولوژی، ورزش، اشخاص و هنرمندان بنام و همچنین سر رده‌های میان رشته ای مرتبط (به عنوان مثال داروسازی، نام و محصول کمپانی‌های خودرو سازی و…) را اشاره نمود. بازی کنندگان می‌توانند در موضوعات مختلفی مشترک شده و به بازی بپردازند. به طور کلی محدودیتی در موضوعات دنبال شده وجود ندارد. شایان ذکر است که پیشرفت هر فرد به صورت یک نمودار دایره‌ای در مشخصات نوار زمان وی درج می‌شود. همچنین کاربران می‌توانند تاپیک دلخواه خود را با تعداد نامحدودی تست و تصاویر دلخواه و به هر زبانی ایجاد کنند. البته ساخت موضوعات تنها در نسخه تحت وب امکان‌پذیر است.